# Tour du Finistère 2012
La 27e édition du Tour du Finistère a eu lieu le samedi 14 avril 2012. Il s'agit de la septième épreuve de la Coupe de France de cyclisme sur route 2012.

## Présentation

### Équipes
Classé en catégorie 1.1 de l'UCI Europe Tour, le Tour du Finistère est par conséquent ouvert aux UCI ProTeams dans la limite de 50 % des équipes participantes, aux équipes continentales professionnelles, aux équipes continentales et à des équipes nationales.

## Classement final
|    | Coureur           | Pays        | Équipe                 |    | Temps           |
| -- | ----------------- | ----------- | ---------------------- | -- | --------------- |
| 1  | Julien Simon      | France      | Saur-Sojasun           | en | 4 h 14 min 35 s |
| 2  | Samuel Dumoulin   | France      | Cofidis                | +  | m.t             |
| 3  | Jonathan McEvoy   | Royaume-Uni | Endura Racing          |    | m.t             |
| 4  | Jérémie Galland   | France      | Saur-Sojasun           |    | m.t             |
| 5  | Lloyd Mondory     | France      | AG2R La Mondiale       |    | m.t             |
| 6  | Rémi Cusin        | France      | Type 1-Sanofi          |    | m.t             |
| 7  | Armindo Fonseca   | France      | Bretagne-Schuller      |    | m.t             |
| 8  | Justin Jules      | France      | Véranda Rideau-Super U |    | m.t             |
| 9  | Mirko Selvaggi    | Italie      | Vacansoleil-DCM        |    | 3 s             |
| 10 | Anthony Delaplace | France      | Saur-Sojasun           |    | 3 s             |